# Federal Housing Administration
Die Federal Housing Administration ist eine nachgeordnete Behörde des U.S. Department of Housing and Urban Development, die Gelder für Hausbau- und Erwerb zur Verfügung stellt. Das als Teil des New Deal im Jahr 1934 eingeführte Programm soll so auch einkommensschwächeren Menschen ermöglichen, ein eigenes Haus zu besitzen.
Die Gelder werden in den meisten Fällen als vergleichsweise billiger Kredit (FHA loan) oder als direkte Unterstützungszahlung verteilt. Die Kredite zeichnen sich dadurch aus, dass sie niedrigere Zinssätze besitzen, als sie am freien Kapitalmarkt möglich wären. Wenn sich ein potenzieller Hausbauer für ein FHA-Darlehen qualifiziert, können ihm auch Kredite gewährt werden, die aufgrund eines zu hohen Kreditrisikos auf dem Kapitalmarkt nicht oder nur zu deutlich ungünstigeren Konditionen zu bekommen wären.
Es entstanden um die FHA herum mehrere von der US-Regierung gegründete Unternehmen, die im Umfeld der FHA-Maßnahmen auf dem Kapitalmarkt handeln und so die finanzielle Ausstattung der FHA verbessern sollen: Fannie Mae, Freddie Mac und Ginnie Mae und die FHL-Banken.
Nach dem Ende des Zweiten Weltkrieges war die FHA mit ihrer Wohnbauförderung dafür verantwortlich, dass in den USA im Eigenheimbereich kaum modern gebaut wurde. Die FHA lehnte insbesondere avantgardistische Baustile wie International und Contemporary ab, mit der Folge, dass viele Banken den Kriegsveteranen und anderen Bauherren Darlehen vorenthielten, wenn diese nicht konservative Bauentwürfe vorlegten oder solche, die nur moderat modern waren („Bankers modern“: Minimal Traditional, Ranch, Split Level). Infolgedessen dominieren in der Wohnhausarchitektur der Vereinigten Staaten bis heute konservative Baustile wie z. B. das Millennium Mansion.

## Acting Commissioner
- Biniam Gebre 2014–
- Carol Galante 2011–2014
- David Stevens 2009–2011